# برنارد بريفت
برنارد بريفت (بالفرنسية: Bernard Privat)‏ ولد في 25 أكتوبر 1914 وتوفى في 11 أكتوبر 1985. وهو كاتب وناشر فرنسي. وحصل على جائزة فيمينا الأدبية عام 1959. ترأس دار النشر غراسيه لمدة أكثر من 25 عاماً.
{